# Эвола, Юлиус
Барон Ю́лиус Э́вола (полное имя: Джулио Чезаре Андреа Эвола, итал. Giulio Cesare Andrea Evola; 19 мая 1898, Рим, Королевство Италия — 11 июня 1974, Рим, Италия) — итальянский философ-эзотерик, писатель, поэт, художник, культуролог и политический деятель.
Представитель интегрального традиционализма, автор ряда работ по эзотеризму и оккультизму; идеолог неофашизма, автор идеологического трактата неофашистов «Фашизм: критика справа».
Работы Эволы оказали влияние на многих представителей ультраправой идеологии в Европе и других частях мира, а также вдохновили ряд террористических организаций, действовавших в Италии в 1970-х годах. Многие исследователи считают Эволу сторонником «фашистского фашизма», то есть такого фашизма, который противопоставлен «неправильным», по мнению самого Эволы, фашизму Муссолини и нацизму Гитлера.

## Биография

### Ранние годы
Джулио Чезаре Андреа Эвола родился 19 мая 1898 года в Риме в аристократической семье, которой приписывается как испанское, так и немецкое происхождение. Окончил инженерный факультет Римского университета, но отказался от диплома, цитируя впоследствии одного из своих знакомых:
«Я делю мир на две категории: знать и людей, имеющих диплом».
Участвовал в Первой мировой войне в качестве офицера артиллерийских частей.
После войны некоторое время (до 1923 года) сотрудничал с журналом «Revue Ble». Начал заниматься живописью. В начале 1920-х годов примыкал к футуристам и дадаистам, имел дружеские отношения с поэтами Тристаном Тцарой, Джованни Папини и Филиппо Маринетти. Эвола выпустил несколько сборников стихов в авангардистском стиле, выставлял собственные абстрактные полотна в Риме, Берлине и Париже (одна из его работ в настоящий момент выставлена в Национальной галерее современного искусства в Риме).
Разочаровавшись в идеях дадаизма, Эвола ощутил утрату уверенности в выбранном направлении. Он более не обольщался способностью дадаизма повлиять на устройство современного мира. Это погрузило его в весьма мрачное состояние и желание закончить жизнь, однако знакомство с буддийскими текстами 
привело его к полному переосмыслению. Тогда же он поменял своё имя на Юлиус.
В это же время он познакомился с работами Рене Генона и начал печататься в журнале «Фашистская критика», который издавался Джузеппе Боттаи — одним из теоретиков корпоративизма и будущим министром образования в фашистском правительстве. Именно там впервые будет опубликован «Языческий империализм», подвергшийся критике католических кругов.

### Зрелость, период фашизма
В 1924—1925 годах Эвола активно публикуется в римских журналах «Атанор» (итал. Atanor) и «Огонь» (итал. Ignis), издаваемых оккультистом Артуро Регини.
Эвола пробовал издавать и свой собственный журнал «Башня» («La Torre»), который, однако, был закрыт после десятого выпуска. В статье, опубликованной в первом номере, философ заявлял, что журнал намерен «отстаивать принципы, которые для нас остаются совершенно такими же, независимо от того, находим ли мы их в фашистском строе или в коммунистическом, анархическом или демократическом. Сами по себе эти принципы превышают политический уровень, однако применительно к нему они требуют качественной дифференциации, то есть утверждения идей иерархии, авторитета и империи в самом широком смысле».
С 1934 года по 1943 год ведет постоянную рубрику («Философская диорама») в журнале «Фашистский строй», издателем которого был один из сподвижников Муссолини, член Большого фашистского совета Роберто Фариначчи.
В 1938 году во время поездки в Румынию познакомился с лидером «Железной Гвардии» Корнелиу Зеля Кодряну. Согласно многочисленным свидетельствам, эта поездка произвела неизгладимое впечатление на барона, который был восхищен как организацией «Легиона» (второе название организации), так и личностью «Капитана», как легионеры называли Кодряну. Как следствие, многие идеи румынского философа нашли отражение в работах Эволы, видевшего в «Капитане» искомый «арийско-романский архетип». Один из последователей Эволы, Эрнесто Мила, даже отмечал в своей статье «Юлиус Эвола — последний гибелин», что

Более всего привлекала Эволу румынская Железная Гвардия и её лидер Корнелиу Зеля Кодряну. В Кодряну Эвола видел мистического вождя, способного установить высшую духовную связь с рядовыми активистами. Организация этого патриотического движения больше походила на рыцарский орден, чем на политическую партию. Верность Кодряну вековым румынским традициям и его духовно-расовое мировоззрение превращали его в идеальное воплощение Вождя, ведущего за собой «элиту» через развалины современного мира.

### Послевоенный период
Конец войны Эвола встретил за разбором масонских архивов в Вене, где попал под бомбардировку, и, вследствие травмы позвоночника, получил паралич нижних конечностей.
В апреле 1951 года Эвола был арестован по делу «Фасций революционного действия» и «Союза революционного действия» (данные организации основывали свои теоретические построения на идеях Эволы) по обвинению в сотрудничестве с фашистским режимом и вдохновении неофашистских организаций, но после громкого процесса был оправдан и отпущен на свободу 29 декабря 1951 года. В защитительной речи на процессе он отстаивал, что его идеологическим мировоззрением является не фашизм, а традиционализм.
В 50-60-е годы продолжает писать. В частности, большой процент от своих работ он посвящает разбору истории фашизма и нацизма. Резко критикует современное ему общество и считает, что поражение стран Оси не означает также поражение традиционализма.
Умер философ 11 июня 1974 года за своим рабочим столом, у окна с видом на Яникул. Согласно завещанию, его тело было кремировано, а прах захоронен в леднике на одной из вершин Монте-Роза.

## Философские и политические взгляды

### Эзотеризм
В 1920-е годы Эвола начал знакомиться с различными эзотерическими текстами. Постепенно он сам освоил основы оккультизма, алхимии, теории магии. Также интересовался восточными эзотерическими практиками, в частности, буддизмом Ваджраянского ответвления, йогой и тантризмом.
Эвола проповедовал идеи элитаризма и антимодернизма, опирающиеся на «арионордическую традицию». По его мнению, мужской аристократический принцип противостоит женскому принципу демократии. Он написал несколько книг по мистике Грааля и древним традициям.

### Политика
Юлиус Эвола выступил резким критиком демократии и просвещенческого эгалитаризма, считая идеи свободы, равенства и братства, утвержденные Французской революцией, разрушительными, и отстаивая ценности кастового общества. После Второй мировой войны выдвинул концепцию аполитейи (отвлеченности от политики), совпадающую с идеями позднего Эрнста Юнгера (1895—1998). Причиной было то, что «подлинное, иерархическое и органичное государство» лежит в руинах и «сегодня не существует ни одной партии или движения, к которым можно было бы безоговорочно примкнуть и за которые стоило бы сражаться с полной убежденностью, как за движение, отстаивающее высшую идею».
Эвола никогда не был членом фашистской партии. По мнению А. Г. Дугина, его отношение к идеологии фашизма было сложным и со временем менялось.
Однако многие исследователи считают Эволу сторонником «фашистского фашизма» (то есть противопоставленного неправильным, как считал Эвола, фашизму Муссолини и нацизму Гитлера).

### Расизм
Эвола написал несколько книг, посвящённых вопросам расы. Он разделял биологическое и духовное понимание расы и выделял «расу тела», «расу души» (тип характера, образ жизни и эмоциональное отношение к окружающей среде и обществу) и «расу духа» (разновидность религиозного переживания и отношения к традиционным ценностям). Однако в целом Эвола симпатизировал расовой теории и заявлял, что «расизм — это движущая сила национализма».
В своей ранней работе «Языческий империализм» (1928 год) Эвола писал, что «различие между благородными расами Севера и расами Юга является различием между расой и сверхрасой», и некоторые расы «могут обладать божественным характером».
По мнению Эволы, «личность — это органическое целое. Кровь, порода и традиция — её неотъемлемые, конструктивные элементы, так что личность может самоутвердиться, только опираясь на расовую идею и на наследственные ценности».
Эвола критиковал теории расизма, основанные исключительно на биологическом понимании расы. Для него понятие «ариец» связывалось скорее с кастой благородных воинов, чем с биологической расой. С этих позиций германский нацизм казался ему «плебейским модернизмом» и вызывал отторжение.

### Антисемитизм
В связи с неоднократными попытками привлечения к уголовной ответственности в послевоенное время по статьям о разжигании межнациональной розни и пропаганде фашизма, Эвола заявил в автобиографии «Путь Киновари»:

Наконец, следует однозначно заявить, что ни я, ни мои друзья в Германии не знали о тех эксцессах, которые совершили нацисты по отношению к евреям, а если бы мы знали об этом, то ни в коем случае не одобрили бы этого.

В работе «Евреи и математика» он утверждает, что «в любой области еврея можно рассматривать как представителя экстремизма и декадентства».
Особенную неприязнь у Эволы вызывали евреи, отказывающиеся от традиций:
Но когда Израиль начал материализоваться, когда евреи оставили свои традиции и «осовременились», ферменты разложения и хаоса, загнанные внутрь, вырвались наружу и начали оказывать разрушающее воздействие на весь мир, став важнейшим орудием мирового заговора.

Отказавшись от своего «Закона», который заменял для них понятия Отечества и расы, евреи превратились в антирасу. Это опасные этнические парии, их интернационализм — простое отражение бесформенной природы сырья, из которого этот народ был первоначально сделан.
В 1938 году Эвола участвовал и в издании «Протоколов сионских мудрецов», сопроводив их эссе, отстаивающим их подлинность и содержащим кроме этого ряд антисемитских наговоров, популярных в то время. При этом в своей поздней работе «Люди и руины» Эвола признавал, что Протоколы могут иметь поддельный характер, но их ценность, тем не менее, несомненна.

### Книги, изданные при жизни
- «Абстрактное искусство» / Arte Astratta, Posizione Teoretica (1920)
- «Тёмные слова внутреннего пейзажа» / Le Parole Oscure du Paysage Interieur (1920)
- «Эссе о магическом идеализме» / Saggi sull’idealismo magico (1925)
- «Теория абсолютного индивидуума» / Teoria dell’Individuo Assoluto (1927)
- «Языческий империализм» / Imperialismo Pagano: Il Fascismo Dinanzi al Pericolo Euro-Cristiano, con una Appendice sulle Reazioni di parte Guelfa (1928)
- «Феноменология абсолютного индивидуума» / Fenomenologia dell’Individuo Assoluto (1930)
- «Герметическая традиция» / La tradizione ermetica (1931)
- «Личина и лик современного спиритуализма» / Maschera e volto dello Spiritualismo Contemporaneo: Analisi critica delle principali correnti moderne verso il sovrasensibile (1932)
- «Восстание против современного мира» / Rivolta contro il mondo moderno (1934)
- «Три аспекта еврейского вопроса» / Tre aspetti del problema ebraico (1936)
- «Мистерия Грааля» / Il mistero del Graal (1937)
- «Миф крови» / Il Mito del Sangue. Genesi del Razzismo (1937)
- «Синтез расовой доктрины» / Sintesi di Dottrina della Raza (1941)
- «Указания по расовому воспитанию» / Indirizzi per una educazione razziale (1941)
- «Арийское учение о борьбе и победе» / Die Arische Lehre von Kampf und Sieg (1941)
- «Доктрина пробуждения: Очерки о буддистской аскезе» / La dottrina del risveglio (1943)
- «Йога могущества» / Lo Yoga della potenza (1949)
- «Ориентации» / Orientamenti (1950)
- «Люди и руины» / Gli uomini e le rovine (1953)
- «Метафизика пола[итал.]» / Metafisica del sesso (1958)
- «Рабочий» в творчестве Эрнста Юнгера / L'«Operaio» nel pensiero di Ernst Jünger (1959)
- «Оседлать тигра» / Cavalcare la tigre (1961)
- «Путь киновари» / Il Cammino del cinabro (1963)
- «Фашизм с точки зрения правых» / Il Fascismo. Saggio di una Analisi Critica dal Punto di Vista della Destra (1964)
- «Лук и булава» / L’Arco e la Clava (1968)
- Raâga Blanda (1969)
- «Даосизм» / Il taoismo (1972)
- Ricognizioni. Uomini e problemi (1974)

### Сборники, составленные и изданные после смерти
- I saggi di «Bilychnis», Padova, Edizioni di Ar, 1970a.
- I saggi della «Nuova Antologia», Padova, Edizioni di Ar, 1970b.
- L’idea di Stato, Padova, Edizioni di Ar, 1970c.
- Gerarchia e democrazia, Padova, Edizioni di Ar, 1970d.
- Meditazioni delle vette, La Spezia, Edizioni del Tridente, 1971.
- Diario 1943-44, Genova, Centro Studi Evoliani, 1975.
- Etica aria, Genova, Centro Studi Evoliani, 1976a.
- L’individuo e il divenire del mondo, Carmagnola, Edizioni Arktos, 1976b.
- Simboli della Tradizione Occidentale, Carmagnola, Edizioni Arktos, 1977a.
- La via della realizzazione di sé secondo i misteri di Mitra, Roma, Fondazione Julius Evola, 1977b.
- Considerazioni sulla guerra occulta, Genova, Centro Studi Evoliani, 1977c.
- Le razze e il mito delle origini di Roma, Monfalcone, Sentinella, 1977d.
- Il problema della donna, Roma, Fondazione Julius Evola, 1977e.
- Ultimi scritti, Napoli, Controcorrente, 1977f.
- La Tradizione di Roma, Padova, Edizioni di Ar, 1977g.
- Due imperatori, Padova, Edizioni di Ar, 1977h.
- Cultura e politica, Roma, Fondazione Julius Evola, 1978a.
- Citazioni sulla Monarchia, Palermo, Edizioni Thule, 1978b.
- L’infezione psicanalitica, Roma, Fondazione Julius Evola, 1978c.
- Il nichilismo attivo di Federico Nietzsche, Roma, Fondazione Julius Evola, 1978d.
- Lo Stato, Roma, Fondazione Julius Evola, 1978e.
- Europa una: forma e presupposti, Roma, Fondazione Julius Evola, 1979a.
- La questione sociale, Roma, Fondazione Julius Evola, 1979b.
- Saggi di dottrina politica, Sanremo, Mizar, 1979c.
- La satira politica di Trilussa, Roma, Fondazione Julius Evola, 1980a.
- Scienza ultima, Roma, Fondazione Julius Evola, 1980b.
- Spengler e il «Tramonto dell’Occidente», Roma, Fondazione Julius Evola, 1981a.
- Lo zen, Roma, Fondazione Julius Evola, 1981b.
- I tempi e la storia, Roma, Fondazione Julius Evola, 1982a.
- Civiltà americana, Roma, Fondazione Julius Evola, 1982b.
- La forza rivoluzionaria di Roma, Roma, Fondazione Julius Evola, 1984a.
- Scritti sulla massoneria, Roma, Edizioni Settimo Sigillo, 1984b.
- Oriente e occidente, Milano, La Queste, 1984c.
- Una maestro dei tempi moderni: René Guénon, Roma, Fondazione Julius Evola, 1984d.
- Filosofia, etica e mistica del razzismo, Monfalcone, Sentinella d’Italia, 1985.
- Monarchia, aristocrazia, tradizione, Sanremo, Casabianca, 1986a.
- I placebo, Roma, Fondazione Julius Evola, 1986b.
- Gli articoli de «La Vita Italiana» durante il periodo bellico, Treviso, Centro Studi Tradizionali, 1988.
- Dal crepuscolo all’oscuramento della tradizione nipponica, Treviso, Centro Studi Tradizionali, 1989.
- Il ciclo si chiude, americanismo e bolscevismo (1929—1969), Roma, Fondazione Julius Evola, 1991.
- Il genio d’Israele, Catania, Il Cinabro, 1992a.
- Il problema di oriente e occidente, Roma, Fondazione Julius Evola, 1992b.
- Fenomenologia della sovversione in scritti politici del 1933-70, Borzano, SeaR, 1993.
- Scritti sull’arte d’avanguardia, Roma, Fondazione Julius Evola, 1994a.
- Esplorazioni e disamine, gli scritti di «Bibliografia fascista» (1934—1939), Parma, Edizioni all’insegna del veltro, 1994b.
- Esplorazioni e disamine, gli scritti di «Bibliografia fascista» (1940—1943), Parma, Edizioni all’insegna del veltro, 1995a.
- Lo Stato (1934—1943), Roma, Fondazione Julius Evola, 1995b.
- La tragedia della Guardia di Ferro, Roma, Fondazione Julius Evola, 1996a.
- Scritti per «Vie della Tradizione» (1971—1974), Palermo, Edizioni Vie della Tradizione, 1996b.
- Carattere, Catania, Il Cinabro, 1996c.
- L’idealismo realistico (1924—1928), Roma, Fondazione Julius Evola, 1997a.
- Idee per una destra, Roma, Fondazione Julius Evola, 1997b.
- Fascismo e Terzo Reich, Roma, Mediterranee, 2001.
- Critica del costume, Catania, Il Cinabro, 2005.
- Augustea (1941—1943). La Stampa (1942—1943), Roma, Fondazione Julius Evola, 2006.
- Anticomunismo positivo. Scritti su bolscevismo e marxismo (1938—1968), Napoli, Controcorrente, 2008.
- La scuola di mistica fascista. Scritti di mistica, ascesi e libertà (1940—1941), Napoli, Controcorrente, 2009.

Юлиус Эвола опубликовал «Протоколы сионских мудрецов» на итальянском языке в 1937 году и написал к ним предисловие.

### Книги Юлиуса Эволы, изданные на русском языке
- Языческий империализм. — М.: Русское слово, 1992. — 116 с. — 600 экз.
- Языческий империализм. — М.: Арктогея, 1994. — 172 с. — 50 000 экз. — ISBN 5-85928-008-4.
- Метафизика пола. — М.: Беловодье, 1996. — 344 с. — 500 экз. — ISBN 5-88901-006-9.
- Люди и руины. — М.: МОО «Русское Стрелковое Общество», 2002. — 288 с. — ISBN 5-17-039082-3.
- Фашизм: критика справа. — М.: Реванш, 2005. — 80 с. — 300 экз.
- "Рабочий" в творчестве Эрнста Юнгера. — С-Пб.: Владимир Даль, 2005. — 192 с. — 1500 экз. — ISBN 5-93615-051-8.
- Оседлать тигра. — С-Пб.: Владимир Даль, 2005. — 512 с. — 2100 экз. — ISBN 5-93615-040-3.
- Люди и руины. Критика фашизма: взгляд справа. — М.: АСТ, 2005. — 445 с. — 3000 экз. — ISBN 5-17-039082-3.
- Традиция и раса. — Новгород: Толерантность, 2007. — 72 с. — 300 экз. (решением Южно-Сахалинского городского суда Сахалинской области от 02.07.2013 внесена в Федеральный список экстремистских материалов)
- Метафизика войны. — Тамбов: Ex Nord Lux, 2008. — 168 с. — 1000 экз. — ISBN 978-5-88934-355-4.
- Лук и булава. — С-Пб.: Владимир Даль, 2009. — 384 с. — 3000 экз. — ISBN 978-5-93615-088-3.
- Традиция и Европа. — Тамбов: Ex Nord Lux, 2009. — 248 с. — 1000 экз. — ISBN 978-5-88934-426-1.
- Империя Солнца. — Тамбов: Ex Nord Lux, 2010. — 176 с. — 1000 экз. — ISBN 978-5-88934-475-9.
- Юлиус Эвола, Рене Генон, Фритьоф Шуон. Касты и расы. — Тамбов: Ex Nord Lux, 2010. — 168 с. — 1000 экз. — ISBN 978-5-88934-450-6.
- Герметическая традиция. — Москва-Воронеж: TERRA FOLIATA, 2010. — 288 с. — 1000 экз. — ISBN 987-5-87456-838-2.
- Абстрактное искусство. — Москва: Евразийское движение, 2012. — 176 с. — ISBN 978-5-903459-11-7.
- Рене Генон, Юлиус Эвола, Фритьоф Шуон, Ананда Кумарасвами. Свет и Тени. — Тамбов: Ex Nord Lux, 2012. — 120 с.
- Мистерии Грааля. — Москва-Воронеж: TERRA FOLIATA, 2013. — 216 с. — 2000 экз. — ISBN 978-5-4420-0164-8.
- Учение о пробуждении: очерк буддийской аскезы. — С-Пб.: Владимир Даль, 2016. — 414 с. — ISBN 978-5-93615-169-9.
- Восстание против современного мира. — Москва: Прометей, 2016. — 476 с. — ISBN 978-5-00071-839-1.
- Размышления о вершинах — Тамбов: Ex Nord Lux, 2016. — 124 с.
- Йога могущества. — Москва: Тотенбург, 2017. — 332 с. — ISBN 978-5-00071-840-7.
- Путь киновари — Тамбов: Ex Nord Lux, 2018. — 274 с.
- Люди и руины. — М.: Опустошитель, 2019. — 296 с. — ISBN 978-5-289-01128-2.
- Даосизм — Москва: Издательство книжного магазина Циолковский, 2020. — 160 с. — ISBN 978-5-6043673-6-0
- Личина и лик современного спиритуализма. — Москва: Тотенбург, 2020. — 274 с. — ISBN 978-5-9216-2337-8.
- Политические трактаты. — М.: Опустошитель, 2020. — 388 с. — ISBN 978-5-250-01797-8.
- Указания по расовому воспитанию — Спб.:  Imperium Scriptorum, 2024. — 106 с.
- Синтез расовой доктрины — Спб.: Imperium Scriptorum, 2025. — 234 с.

### Тексты Эволы и критика Эволы в электронном виде
- тексты Эволы и о нём на «fatuma.net» — Мутти, Эрнесто Мила, де Бенуа и др.
- Книга Эволы в электронном архиве дадаизма  (итал.)
- «Раса и война» — глава из книги Юлиуса Эволы «Метафизика войны»
- «Дионис и Путь Левой Руки» — перевод статьи на русский язык.
- «Хайдеггер: читатель Эволы» — анализ связи Ю. Эволы и философии М. Хайдеггера.